# 马特亚·凯日曼
马特亚·凯日曼（塞爾維亞-克羅埃西亞語發音：[mǎteja kêʒman]，1979年4月12日—），生於南斯拉夫貝爾格萊德，塞爾維亞職業足球員，司職前鋒，曾三次奪得荷蘭甲組足球聯賽神射手。先後效力過柏迪遜、PSV燕豪芬、車路士、馬德里體育會、費倫巴治、巴黎聖日耳門等著名球會，亦曾於2011年加盟香港球隊南華，現時與朋友開設足球經理人公司。

## 球員生涯

### 早年
基士文生於南斯拉夫貝爾格萊德，早年主要是在前南斯拉夫球會效力，於2000年成為南斯拉夫足球先生及聯賽神射手後，以800萬歐元轉會費加盟荷蘭甲組足球聯賽勁旅PSV燕豪芬，才廣為人熟悉。在效力PSV燕豪芬期間，基士文曾於2001年、2003年及2004年，三次成為荷甲聯賽神射手，2003年更成為荷蘭足球先生，並協助PSV燕豪芬贏得過兩屆聯賽冠軍。2004年他為PSV燕豪芬出戰歐洲足協杯，成為該杯賽最佳射手。英超勁旅車路士於2004年以500萬英鎊，向PSV燕豪芬收購基士文。不過這次轉會對基士文卻是一次失敗經歷，雖然車路士以英超史上最高聯賽得分成為冠軍，但基士文全季上陣37場比賽，卻僅得5個入球，表現令人失望。一季後，他轉到西甲的馬德里體育會，雖然狀態回升，但仍跟巔峰時期有一段距離。隨著馬德里體育會收購了多名球員，球隊班底大更換。
基士文一季後再被售往土耳其球會費倫巴治，基士文在費倫巴治首季，就協助球隊贏得了土耳其超級聯賽冠軍，以慶祝球會成立百周年。翌季也上陣22場聯賽入11球。然而在費倫巴治效力了兩季，就被外借至法甲的巴黎聖日耳門一季。一季後雖被巴黎聖日耳門正式收購，但卻不獲重用，並於2009年8月被外借至俄羅斯球會辛尼特，不過基士文依然經常擔任後備，只上陣10場射入2球，最後只好回到巴黎聖日耳門。2010年11月3日，與巴黎聖日耳門提前解約。

#### 加盟南華
2011年1月20日，香港甲組足球聯賽球隊南華在官方網站宣佈，成功簽入基士文這位塞爾維亞射手，將會效力至季尾，目標是協助南華奪得亞洲足協盃。傳聞周薪達3萬英鎊，超越南華隊友畢特，成為香港甲組足球聯賽歷來最高薪外援。2011年2月13日，基士文於聯賽盃四強對傑志射入兩球，助球隊以 4–2 擊敗對手，也取得加盟南華首個入球，進入決賽，最後奪冠而回。但隨著南華於聯賽第二輪被傑志以 0–2 擊敗，失落聯賽冠軍；及南華於亞協盃出局，基士文的表現並未合乎球會及球迷要求，他也隨著球季結束而離開南華。2011年8月，基士文以自由身加盟白俄羅斯球隊巴迪，但11次上陣均未取得入球，同年12月被解約。2012年1月23和26日，基士文將為南華出賽亞洲超級球會挑戰盃，踢罷亞超盃之後便會在香港大球場宣布決定掛靴。大年初四的比賽，將是這位前車路士球星16年球員生涯的告別戰。而南華亦打算將其38號球衣「退役」，以表敬意。

## 國家隊生涯
基士文年僅21歲，便於2000年5月出戰對中國隊的一場熱身賽，首次代表南斯拉夫上陣，並在該場比賽中射入一球。凯日曼並且入選2000年歐洲國家盃決賽周的南斯拉夫23人大軍名單，作為球隊第4號前鋒，於最後一場分組賽對挪威的比賽後備入替，惟上陣只有90秒鐘便被紅牌趕出場。在2000年歐洲國家盃後，基士文成為塞爾維亞和黑山隊主力前鋒，並且他在2006年世界盃外圍賽取得5個入球，協助國家隊直接出線決賽週。不過在決賽週，塞爾維亞和黑山隊卻在分組賽三戰三敗出局。

## 職業生涯數據
| 球會表現     | 球會表現     | 聯賽         | 甲組聯賽 | 甲組聯賽 | 高級銀牌 | 高級銀牌 | 聯賽盃 | 聯賽盃 | 足總盃 | 足總盃 | 亞協盃 | 亞協盃 | 其他 | 其他 | 總計 | 總計 |
| 球會表現     | 球會表現     | 聯賽         | 上陣     | 入球     | 上陣     | 入球     | 上陣   | 入球   | 上陣   | 入球   | 上陣   | 入球   | 上陣 | 入球 | 上陣 | 入球 |
| ------------ | ------------ | ------------ | -------- | -------- | -------- | -------- | ------ | ------ | ------ | ------ | ------ | ------ | ---- | ---- | ---- | ---- |
| 2010－11     | 南華         | 港甲         | 6        | 2        | 0        | 0        | 1      | 2      | 2      | 2      | 5      | 1      | 2    | 0    | 16   | 7    |
| 總計（南華） | 總計（南華） | 總計（南華） | 6        | 2        | 0        | 0        | 1      | 2      | 2      | 2      | 5      | 1      | 2    | 0    | 16   | 7    |

- 更新至2011年5月29日
- 只計算在南華的數據

## 個人榮譽
- 南斯拉夫足球先生（2000年）
- 南斯拉夫聯賽神射手（2000年）
- 荷蘭足球先生（2003年）
- 荷蘭甲組足球聯賽神射手（2001、2003、2004年）
- 歐洲足協盃神射手（2004年）

## 外部連結
- 基士文個人官方網站 （页面存档备份，存于）